# Абдулаев, Курманкул
Курманку́л Абдула́ев (кирг. Курманкул Абдулаев; 1918 год, село Бёрю-Баш — дата и место смерти не известны) — комбайнёр совхоза «Сухой хребет» Иссык-Кульской области, Киргизская ССР. Герой Социалистического Труда (1957). Депутат Верховного Совета Киргизской ССР.

## Биография
Родился в 1918 году в крестьянской семье в селе Бёрю-Баш (ныне — Ак-Суйский район Иссык-Кульской области).
С 1931 года трудился разнорабочим в совхозе «Маяк» Ак-Суйского района. После окончания школы сельской механизации в 1937 году трудился механизатором в совхозе «Сухой хребет» Ак-Суйского района.
Ежегодно собирал высокий урожай зерновых. В 1956 году собрал всего 11565 центнеров зерновых на участке площадью 520 гектаров. Указом Президиума Верховного Совета СССР от 15 февраля 1957 года за выдающиеся успехи, достигнутые в деле увеличения производства сахарной свёклы, хлопка и продуктов животноводства, широкое применение достижений науки и передового опыта в возделывании хлопчатника, сахарной свёклы и получение высоких и устойчивых урожаев этих культур удостоен звания Героя Социалистического Труда со вручением ордена Ленина и золотой медали «Серп и Молот».
В 1959 году избирался депутатом Верховного Совета Киргизской ССР.